# La Vallée
Pour les articles homonymes, voir La Vallée (homonymie).
Pour les articles ayant des titres homophones, voir Lavallé et Lavallée.
La Vallée est une commune du Sud-Ouest de la France, située dans le département de la Charente-Maritime (région Nouvelle-Aquitaine).
Ses habitants sont appelés les Vallois et les Valloises.

## Géographie
La commune de La Vallée se situe dans le centre du département de la Charente-Maritime, dans l'ancienne province de Saintonge. Appartenant au midi de la France — on parle plus précisément de « midi atlantique », au cœur de l'arc atlantique, elle est partie intégrante du Grand Sud-Ouest français, et est parfois également incluse dans un Grand Ouest aux contours plus flous.

### Communes limitrophes
|                 | Cabariot  |          |
| Saint-Hippolyte | La Vallée | Bords    |
| Trizay          | Beurlay   | Romegoux |

## Urbanisme

### Typologie
Au 1er janvier 2024, La Vallée est catégorisée commune rurale à habitat dispersé, selon la nouvelle grille communale de densité à 7 niveaux définie par l'Insee en 2022.
Elle est située hors unité urbaine. Par ailleurs la commune fait partie de l'aire d'attraction de Rochefort, dont elle est une commune de la couronne,. Cette aire, qui regroupe 33 communes, est catégorisée dans les aires de 50 000 à moins de 200 000 habitants,.

### Occupation des sols
L'occupation des sols de la commune, telle qu'elle ressort de la base de données européenne d’occupation biophysique des sols Corine Land Cover (CLC), est marquée par l'importance des territoires agricoles (93,4 % en 2018), une proportion identique à celle de 1990 (93,4 %). La répartition détaillée en 2018 est la suivante : 
terres arables (51,1 %), prairies (28,6 %), zones agricoles hétérogènes (13,7 %), forêts (4,3 %), eaux continentales (2,3 %). L'évolution de l’occupation des sols de la commune et de ses infrastructures peut être observée sur les différentes représentations cartographiques du territoire : la carte de Cassini (XVIIIe siècle), la carte d'état-major (1820-1866) et les cartes ou photos aériennes de l'IGN pour la période actuelle (1950 à aujourd'hui).

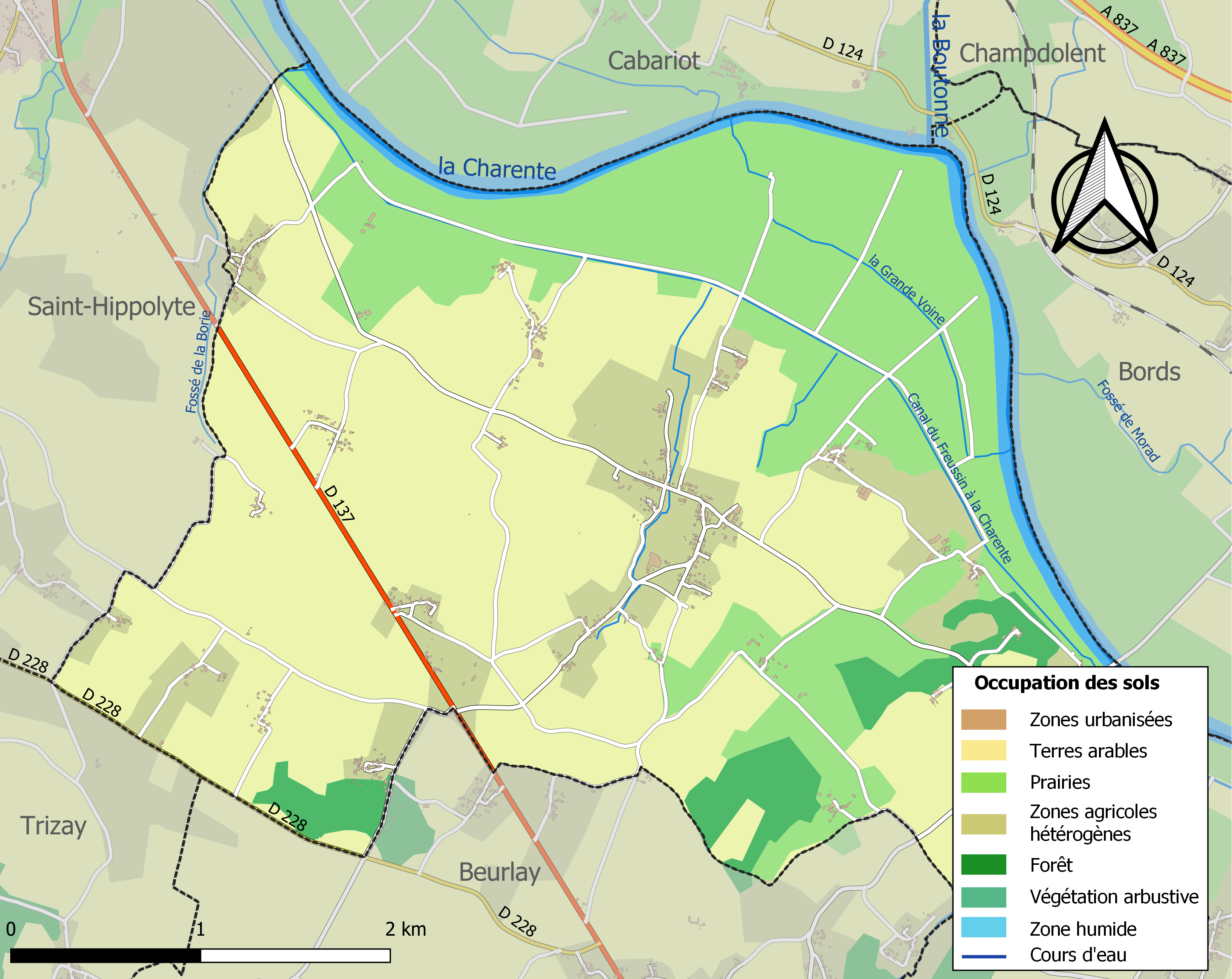
Carte des infrastructures et de l'occupation des sols de la commune en 2018 (CLC).

### Risques majeurs
Le territoire de la commune de La Vallée est vulnérable à différents aléas naturels : météorologiques (tempête, orage, neige, grand froid, canicule ou sécheresse), inondations, mouvements de terrains et séisme (sismicité modérée). Il est également exposé à un risque technologique,  le transport de matières dangereuses. Un site publié par le BRGM permet d'évaluer simplement et rapidement les risques d'un bien localisé soit par son adresse soit par le numéro de sa parcelle.

#### Risques naturels
Certaines parties du territoire communal sont susceptibles d’être affectées par le risque d’inondation par débordement de cours d'eau, notamment la Charente et la Boutonne,  et par submersion marine. La commune a été reconnue en état de catastrophe naturelle au titre des dommages causés par les inondations et coulées de boue survenues en 1982, 1993, 1999, 2010 et 2013,.

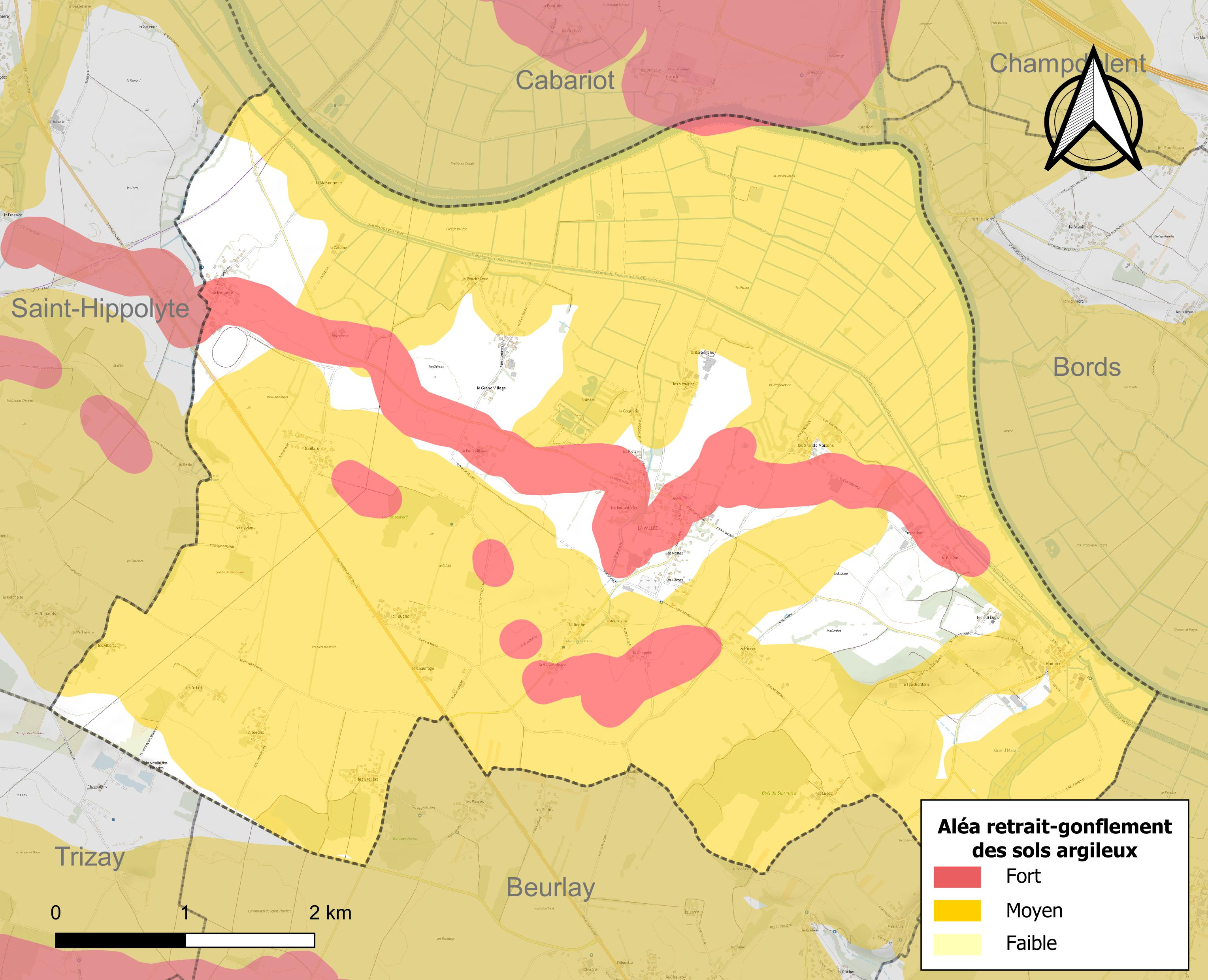
Carte des zones d'aléa retrait-gonflement des sols argileux de La Vallée.

Les mouvements de terrains susceptibles de se produire sur la commune sont des tassements différentiels.
Le retrait-gonflement des sols argileux est susceptible d'engendrer des dommages importants aux bâtiments en cas d’alternance de périodes de sécheresse et de pluie. 86,4 % de la superficie communale est en aléa moyen ou fort (54,2 % au niveau départemental et 48,5 % au niveau national). Sur les 353 bâtiments dénombrés sur la commune en 2019,  284 sont en aléa moyen ou fort, soit 80 %, à comparer aux 57 % au niveau départemental et 54 % au niveau national. Une cartographie de l'exposition du territoire national au retrait gonflement des sols argileux est disponible sur le site du BRGM,.
Par ailleurs, afin de mieux appréhender le risque d’affaissement de terrain, l'inventaire national des cavités souterraines permet de localiser celles situées sur la commune.
Concernant les mouvements de terrains, la commune a été reconnue en état de catastrophe naturelle au titre des dommages causés par la sécheresse en 2003 et par des mouvements de terrain en 1999 et 2010.

#### Risques technologiques
Le risque de transport de matières dangereuses sur la commune est lié à sa traversée par une ou des infrastructures routières ou ferroviaires importantes ou la présence d'une canalisation de transport d'hydrocarbures. Un accident se produisant sur de telles infrastructures est susceptible d’avoir des effets graves sur les biens, les personnes ou l'environnement, selon la nature du matériau transporté. Des dispositions d’urbanisme peuvent être préconisées en conséquence.

## Toponymie
Du latin valles ou vallis, "vallée".

## Histoire
En 1824, La Vallée annexe une partie de la commune de L'Houmée (l'autre partie revenant à Beurlay).

## Administration

### Liste des maires
| Période                                  | Période  | Identité          | Étiquette | Qualité              |
| ---------------------------------------- | -------- | ----------------- | --------- | -------------------- |
| 2001                                     | 2008     | Huguette Gaillard |           |                      |
| 2008                                     | En cours | Jean-Paul Gaillot | DVD       | Agriculteur retraité |
| Les données manquantes sont à compléter. |          |                   |           |                      |

## Démographie

### Évolution démographique
L'évolution du nombre d'habitants est connue à travers les recensements de la population effectués dans la commune depuis 1793. Pour les communes de moins de 10 000 habitants, une enquête de recensement portant sur toute la population est réalisée tous les cinq ans, les populations de référence des années intermédiaires étant quant à elles estimées par interpolation ou extrapolation. Pour la commune, le premier recensement exhaustif entrant dans le cadre du nouveau dispositif a été réalisé en 2008.

En 2022, la commune comptait 683 habitants, en évolution de +0,29 % par rapport à 2016 (Charente-Maritime : +4,04 %, France hors Mayotte : +2,11 %).
| 1793 | 1800 | 1806 | 1821 | 1831 | 1836 | 1841 | 1846 | 1851 |
| ---- | ---- | ---- | ---- | ---- | ---- | ---- | ---- | ---- |
| 578  | 594  | 534  | 675  | 954  | 875  | 864  | 870  | 889  |

| 1856 | 1861 | 1866 | 1872 | 1876 | 1881 | 1886 | 1891 | 1896 |
| ---- | ---- | ---- | ---- | ---- | ---- | ---- | ---- | ---- |
| 909  | 860  | 840  | 817  | 740  | 745  | 757  | 719  | 675  |

| 1901 | 1906 | 1911 | 1921 | 1926 | 1931 | 1936 | 1946 | 1954 |
| ---- | ---- | ---- | ---- | ---- | ---- | ---- | ---- | ---- |
| 687  | 708  | 670  | 633  | 651  | 582  | 560  | 544  | 601  |

| 1962 | 1968 | 1975 | 1982 | 1990 | 1999 | 2006 | 2008 | 2013 |
| ---- | ---- | ---- | ---- | ---- | ---- | ---- | ---- | ---- |
| 572  | 570  | 524  | 511  | 585  | 644  | 670  | 677  | 680  |

| 2018 | 2022 | - | - | - | - | - | - | - |
| ---- | ---- | - | - | - | - | - | - | - |
| 674  | 683  | - | - | - | - | - | - | - |

## Lieux et monuments
- L'Ensemble mégalithique de la Pierre Levée, comprenant plusieurs dolmens présent sur le territoire de la commune et propriété de la commune, est classé au titre des monuments historiques depuis le 21 septembre 1938[20].
- L'église romane Saint-Vivien du XIIe siècle, inscrite au titre des monuments historiques depuis le 16 juin 1926[21].
- Château de la Bergerie
- Un monument aux morts.
- Une fontaine.
- Le logis du Pinier, domaine architectural du XVIIIème siècle
- Le Petit Logis (l'Houmée) : Le fief du Petit Logis est tenu, depuis le XVIe siècle, tout comme La Bergerie et La Vallée, par la famille de La Rochefoucauld-Bayers. Par le mariage de Marie-Anne de La Rochefoucauld avec Jean Isaac François de La Cropte, le fief passe à cette dernière famille. A nouveau par alliance le Petit Logis revient dans le giron de la famille de La Rochefoucauld puis, toujours transmis par les femmes à la famille de Courbon-Blénac. En 1785, Sophie-Jacques de Courbon-Blénac vend son fief à Nicolas, Henri de Grimouard. En 1794 l'ensemble de ses biens est saisi comme bien national et vendu. En 1794, , l'ensemble de ses biens est saisi comme bien national et vendu. François Bellot se porte acquéreur du Petit Logis. Sa fille épouse Charles-Claude Riondel, officier d'artillerie, fils de Jean Riondel, entrepreneur des travaux du roi à Rochefort. Leurs descendants possèdent toujours actuellement le Petit Logis.

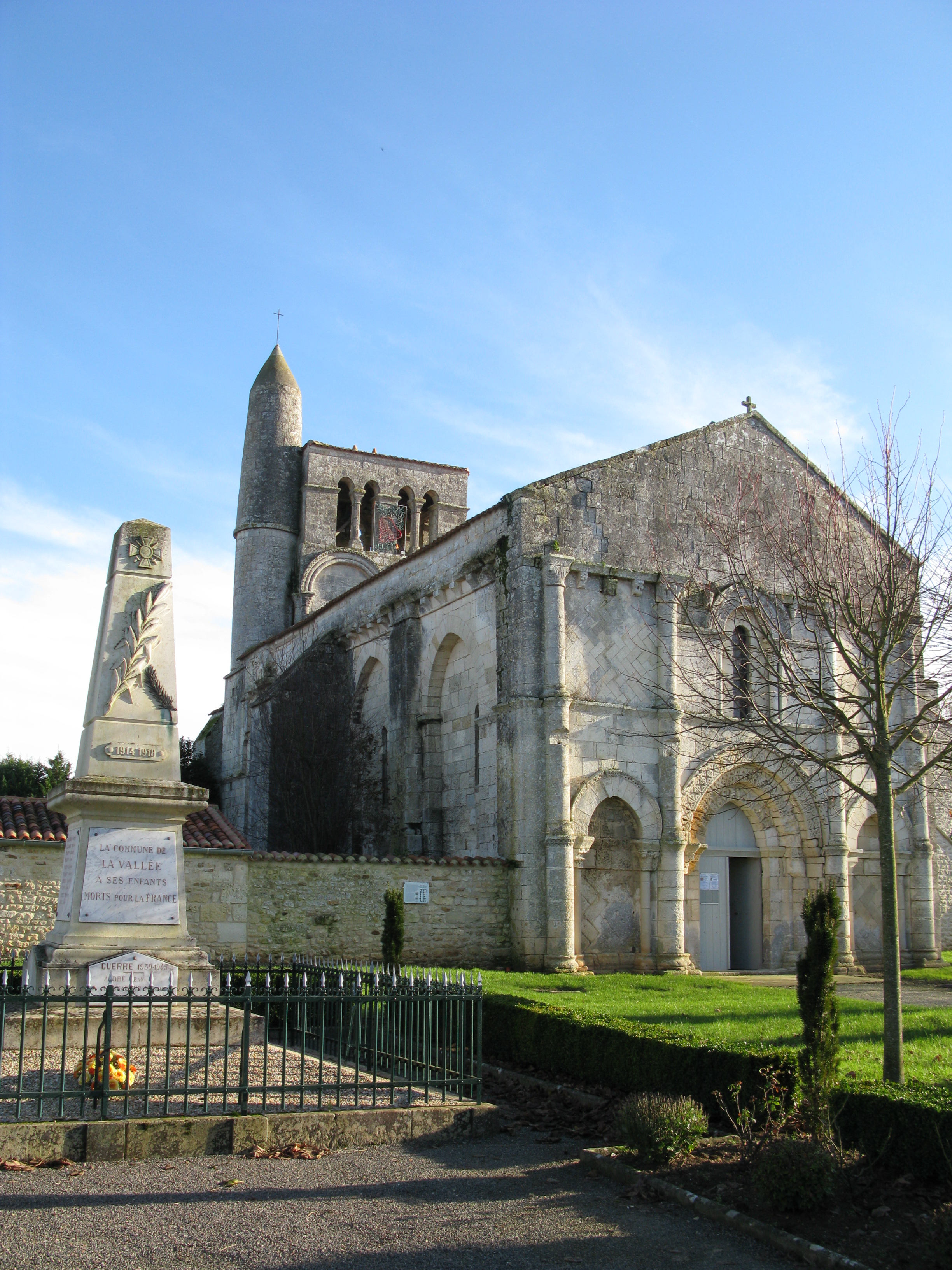
L'église Saint-Vivien et le monument aux morts.
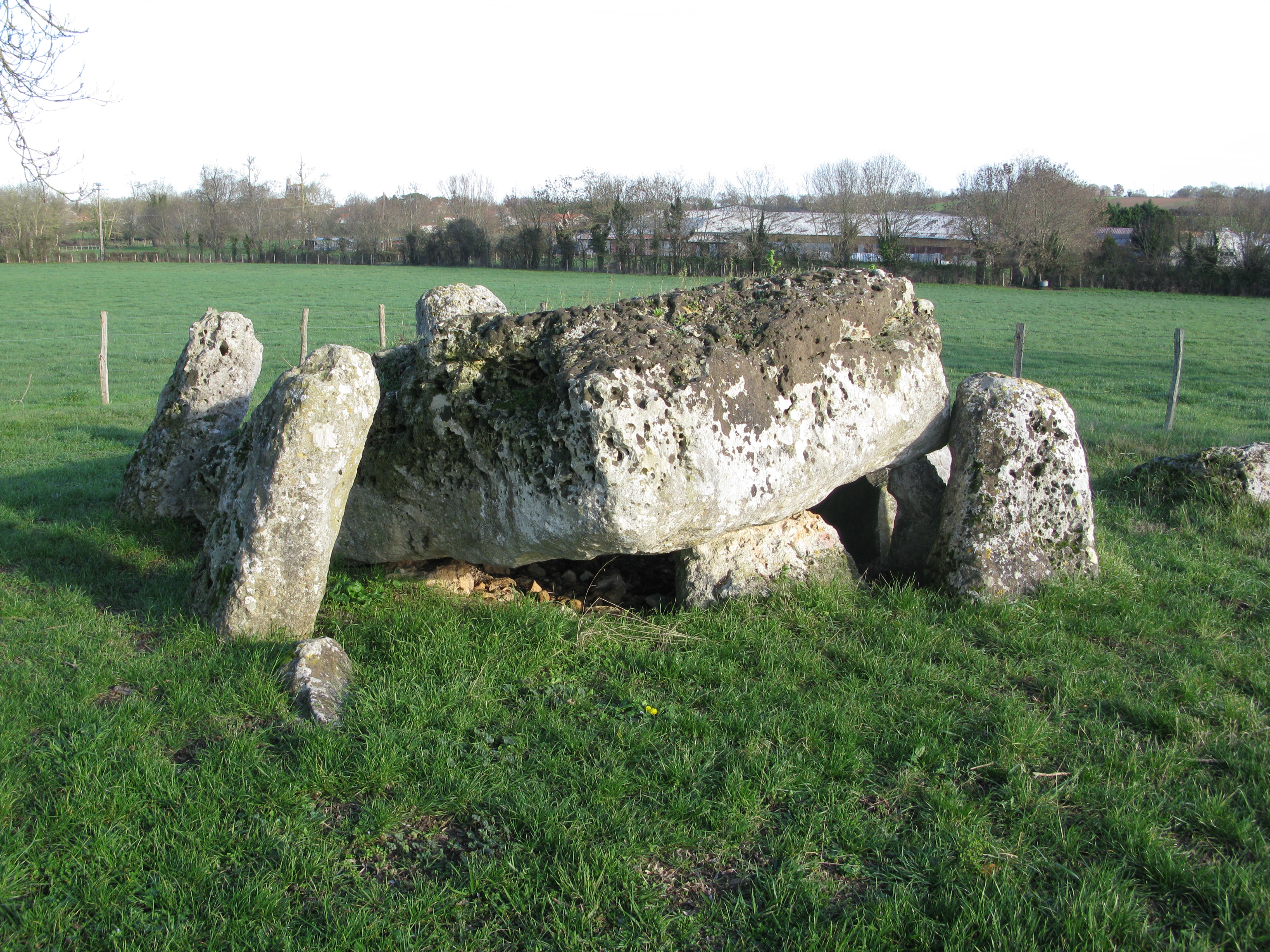
Le dolmen de la Pierre Levée.
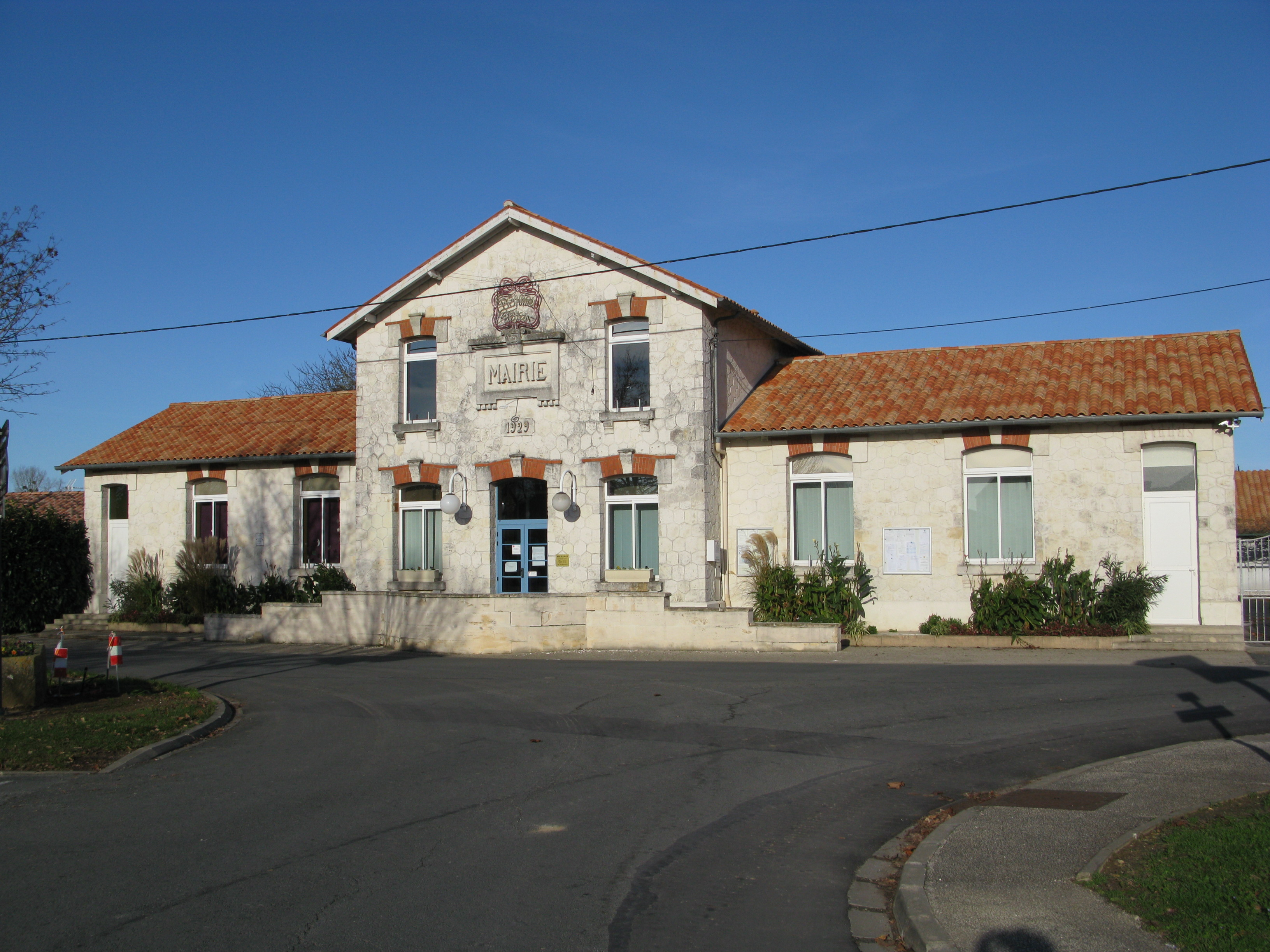
La mairie de la commune.
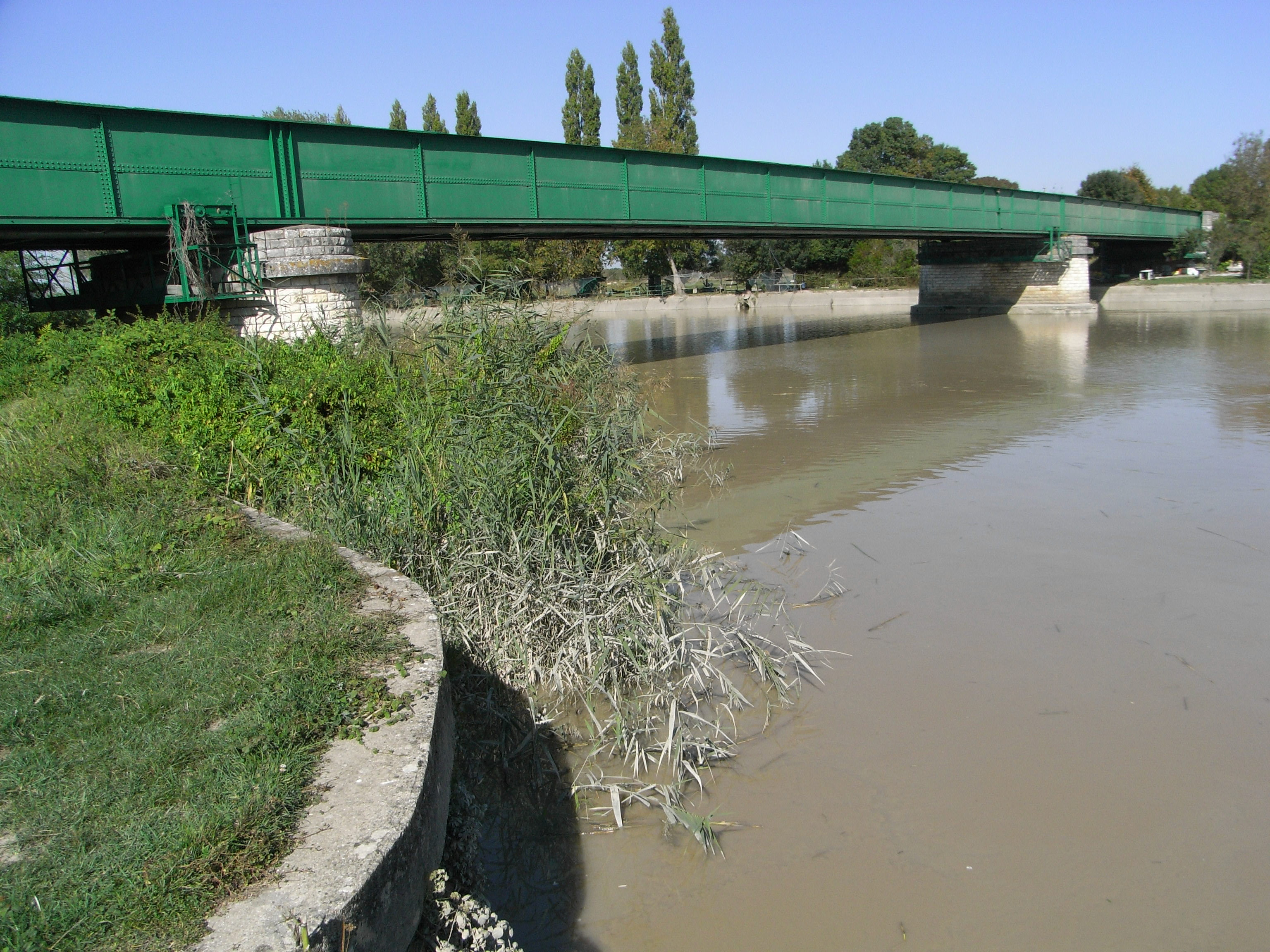
Le pont sur la Charente, à hauteur de l'Houmée.

## Personnalités liées à la commune
- Pour l'Houmée - Nicolas de Grimouard, Chevalier de Saint-Louis : Le chevalier Nicolas, Henri de Grimouard, seigneur de l'Houmée et résidant au Petit Logis, naît à Fontenay-le-Comte en 1743. A l'âge de 15 ans, Il intègre la Marine comme garde-marine à Rochefort et fait rapidement carrière. Capitaine de frégate à l'époque de la guerre d'Amérique, il se distingue aux Antilles pendant les premières opérations navales de cette guerre (1778-1780). Blessé et pris par les anglais au printemps de 1781 puis, libéré, il retourne aux Antilles. Croisant sur les côtes de Saint-Domingue, il livre, le 17 octobre 1782 un combat acharné à une division anglaise. Vainqueur, il reçoit de Louis XVI, en récompense, le titre de comte. Lorsqu'éclate la Révolution, il est en poste aux Antilles françaises et prend fait et cause pour l'émancipation des esclaves noirs, s'attirant l'opposition des colons blancs. Promu contre-amiral, il est alors muté en 1792 à Rochefort comme Commandant du port, devient vice-amiral mais donne sa démission après l'exécution du Roi le 21 janvier 1793. Durant "la Terreur", il est poursuivi par une dénonciation calomnieuse des colons. Soupçonné à tort de nourrir des idées contre-révolutionnaires, il est jugé, condamné et guillotiné à Rochefort sur la place Colbert le 7 février 1794. La vérité révélée, un ordre de libération de ce brave marin arrive quelques jours après son exécution. En mars 1795, la Société Populaire de Rochefort réclame et obtient la réhabilitation de "celui qui fut l'un des plus brillants combattants de la guerre d'Amérique".
- Pour l'Houmée - Jean Riondel : Maître tailleur de pierre né en Savoie, Jean Riondel est devenu le bras droit de Pierre Toufaire, ingénieur de la Marine royale. De 1782 à 1788, il est chargé, en temps qu’Entrepreneur des Travaux du Roi, de la construction du nouvel hôpital de la Marine à Rochefort. Des notes de sa main révèlent qu’il fait venir, depuis le port de L’Houmée, pierres et pavés extraits pour partie d’une carrière qu’il a acquise au Freussin, village de la paroisse de l’Houmée.  Les travaux qui débutent le 6 février 1782 dureront 6 ans. Le grand bâtiment en forme de H, comprend 8 salles pour recevoir 900 malades, les cuisines, la pharmacie, les logements des médecins, pharmaciens et sœurs hospitalières, la buanderie et la lingerie, le corps de garde, le mur de clôture et la machine hydraulique pour l'alimentation en eau de l'Hôpital. La coupole est tracée fin septembre 1787, le jardin en décembre. Le 9 juin 1788, les premiers malades entrent dans le nouvel hôpital. Les plans de l'Hôpital de la Marine, dressés par Jean Riondel figurent toujours dans les archives familiales du Petit Logis de l'Houmée qu'il avait acquis à la Révolution comme bien national.
- Georges Mignet (1864-1935) achète le logis du Pinier en 1903[22]
  - Henri Mignet (1893-1965), fils de Georges Mignet, concepteur d'avions français vivait également au logis du Pinier[23]